# Georges Gervais de Ruaz
Georges Gervais de Ruaz, né à Paris le 12 mai 1871 et mort à Graye-sur-Mer le 23 avril 1940, est un dessinateur, graveur et peintre français.

## Biographie
Georges de Ruaz nait le 12 mai 1871, au n° 48 de la rue Mouffetard, dans le 5e arrondissement de Paris, de l'union de Joseph Philippe de Ruaz (1834-1871) ébéniste et de Marie Philomène Vaugeois (1837-1895). Il est le frère d'Émile Louis de Ruaz (1868-1931), lui-même répertorié comme artiste, peintre et graveur.
Il épouse le 9 juillet 1896, Marie Isabelle Blesteau (née dans le 1er arrondissement de Paris, le 8 juillet 1868, décédée le 30 septembre 1928). Celle-ci donne naissance à Louis Georges de Ruaz le 14 avril 1897, 5 rue Gerbillon à Paris, 6e arrondissement de Paris.
En 1899, il est signalé comme dessinateur, graveur au 5 de la rue Gerbillon dans le 6e arrondissement de Paris,.
Il reçoit une mention mention honorable,, à l'Exposition universelle de 1900.
Georges Gervais de Ruaz expose régulièrement au Salon des artistes français à partir de 1907.

## Distinctions
- Chevalier de l'Ordre de l'Étoile noire (1903)[12].
- Officier d'Académie (1913)[13].